# Таке (лунный кратер)
Кратер Таке (лат. Tacquet), не путать с кратером Такер, — маленький ударный кратер в южной части Моря Ясности на видимой стороне Луны. Название присвоено в честь бельгийского математика Андре Такета (1612—1660) и утверждено Международным астрономическим союзом в 1935 г.

## Описание кратера

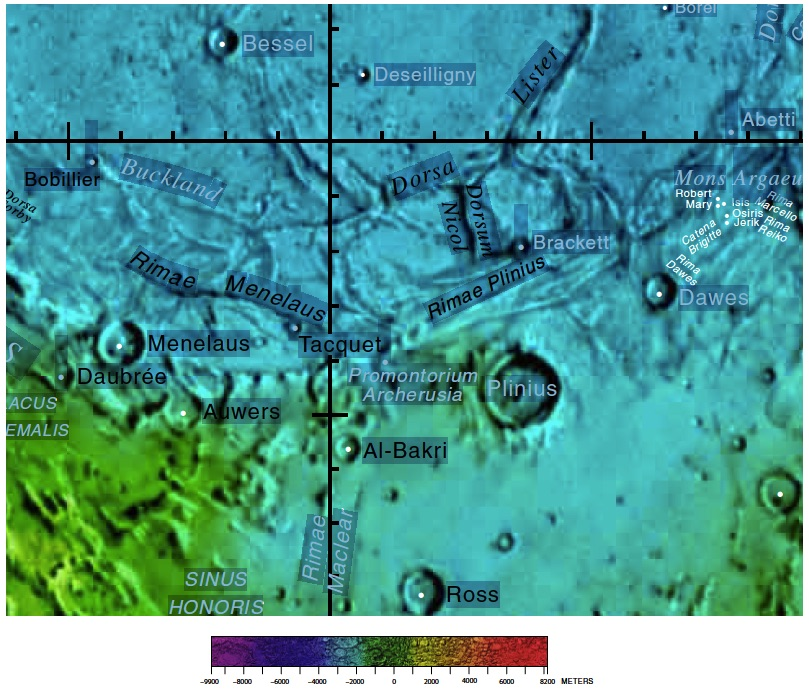
Окрестности кратера Таке. Фрагмент карты видимой стороны Луны.

Ближайшими соседями кратера Таке являются кратер Менелай на западе; кратер Бобилье на северо-западе; кратеры Бессель и Дезейини на севере; кратер Бракетт на востоке-северо-востоке; кратер Плиний на востоке-юго-востоке; кратер Аль-Бакри на юге-юго-востоке и кратер Ауверс на юго-западе. На западе от кратера расположены Гемские горы; по касательной к северной части вала кратера проходят борозды Менелая; далее на севере расположена гряда Буклэнда; на востоке от кратера расположены борозды Плиния; на востоке-юго-востоке - мыс Архерузия; на юго-востоке Море Спокойствия; на юге Залив Славы; на западе-юго-западе Озеро Зимы. Селенографические координаты центра кратера 16°38′ с. ш. 19°12′ в. д. / 16,64° с. ш. 19,2° в. д., диаметр 6,4 км, глубина 1100 м.
Кратер имеет циркулярную чашеобразную форму, практически не разрушен, окружен областью пород с высоким альбедо. Вал с четко очерченной острой кромкой и гладким внутренним склоном с высоким альбедо. Высота вала над окружающей местностью достигает 260 м, объем кратера составляет приблизительно 14 км³. По морфологическим признакам кратер относится к типу ALC (по названию типичного представителя этого класса — кратера Аль-Баттани C).
Кратер Таке включен в список кратеров с яркой системой лучей Ассоциации лунной и планетарной астрономии (ALPO).

## Сателлитные кратеры

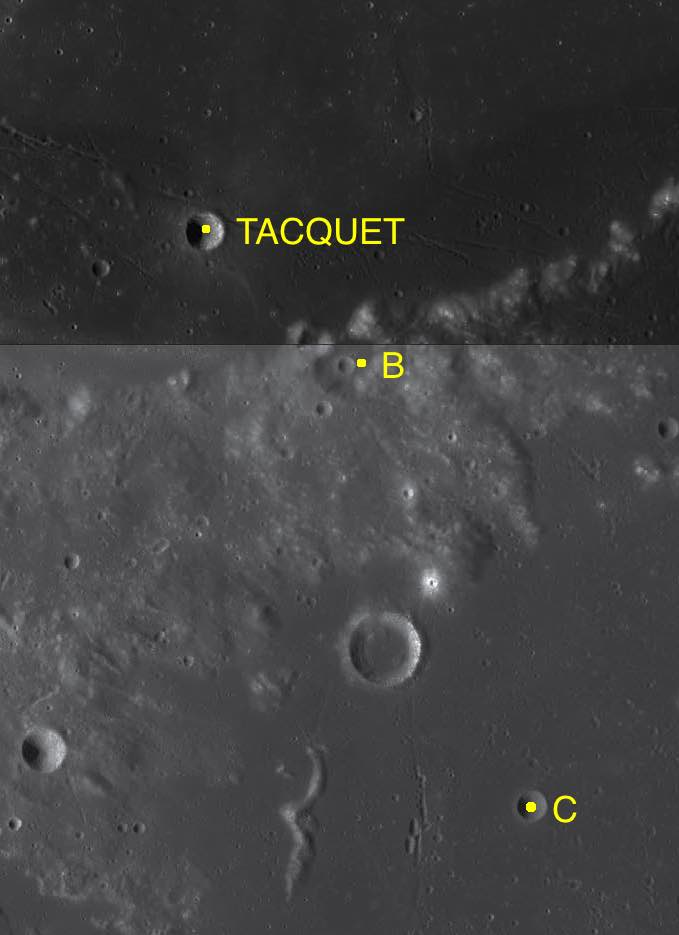
Фрагменты карт LAC-42, LAC-60.

| Таке | Координаты                                            | Диаметр, км |
| ---- | ----------------------------------------------------- | ----------- |
| B    | 15°56′ с. ш. 20°04′ в. д. / 15,94° с. ш. 20,07° в. д. | 15,4        |
| C    | 13°28′ с. ш. 21°05′ в. д. / 13,47° с. ш. 21,08° в. д. | 5,0         |

## См.также
- Список кратеров на Луне
- Лунный кратер
- Морфологический каталог кратеров Луны
- Планетная номенклатура
- Селенография
- Минералогия Луны
- Геология Луны
- Поздняя тяжёлая бомбардировка